# Chiesa di San Rocco (Bomba)
La chiesa di San Rocco è sita a Vallecupa (più precisamente in località Valle dei Monaci), frazione di Bomba, in provincia di Chieti.

## Storia e struttura

### Storia
La chiesa sorge sul luogo di un preesistente convento celestiniano, di cui rimangono dei ruderi.
La chiesa è di recente costruzione.

### L'esterno
La facciata è romanico-gotica con lesene che separano il portone con, sopra, lesena ad arco a sesto acuto, da monofore ad arco a sesto acuto. Le lesene terminano con cuspidi. In alto le lesene sono collegate da sotto-lesene ad angolo acuto. Sopra le punte derivanti dalle sotto-lesene vi sono 3 rosoni circolari, di cui i 2 laterali, più piccoli, constano di vetrate incorniciate, mentre il rosone centrale è murato con cornice circolare.
In alto a destra, sulla facciata, vi è una celletta campanaria.

### L'interno
L'interno consta di una sola navata con, ai lati, una cappella per parte.
Nella cappella di destra si trovano 2 statue:
- Santa Teresa del Bambin Gesù;
- Nostra Signora di Lourdes.

Nella cappella di sinistra vi sono altre 2 statue:
- Sant'Anna con la figlia Maria da bambina in braccio
- San Rocco.

Sull'altare maggiore si trova un monumentale crocifisso.